# 1104
| Calendário gregoriano                                                        | 1104 MCIV                                            |
| Ab urbe condita                                                              | 1857                                                 |
| Calendário arménio                                                           | 553 – 554                                            |
| Calendário bahá'í                                                            | -740 – -739                                          |
| Calendário budista                                                           | 1648                                                 |
| Calendário chinês                                                            | 3800 – 3801 Início a 29 de janeiro (aproximadamente) |
| Calendário copta                                                             | 820 – 821                                            |
| Calendário etíope                                                            | 1096 – 1097                                          |
| Calendários hindus - Vikram Samvat - Calendário nacional indiano - Cáli Iuga | 1159 – 1160 1025 – 1026 4204 – 4205                  |
| Calendário Holoceno                                                          | 11104                                                |
| Calendário islâmico                                                          | 497 – 498                                            |
| Calendário judaico                                                           | 4864 – 4865                                          |
| Calendário persa                                                             | 482 – 483                                            |
| Calendário rúnico                                                            | 1354                                                 |
| Calendário solar tailandês                                                   | 1647                                                 |

1104 (MCIV, na numeração romana) foi um ano bissexto do século XII do calendário juliano, da Era de Cristo, e as suas letras dominicais foram  C e B (52 semanas), teve início a uma sexta-feira e terminou a um sábado.
No território que viria a ser o reino de Portugal estava em vigor a Era de César que já contava 1142 anos.
| Ano completo                          |
| ------------------------------------- |
| Ano bissexto com início à sexta-feira |

## Eventos
- Afonso I sucede a Pedro I nos tronos de Aragão e Navarra.
- Nicolau I sucede ao seu irmão Érico I no trono da Dinamarca.
- Casamento de Luís VI de França com Luciana de Rochefort.
- O papa Pascoal II levanta a excomunhão de Filipe I de França.
- Erupção do vulcão Hekla na Islândia.
- Início da construção do Arsenal de Veneza (data provável).
- 7 de Maio - Batalha de Harã: derrota das forças do Principado de Antioquia e do Condado de Edessa frente aos seljúcidas; Balduíno II de Edessa e Joscelino de Courtenay são aprisionados; Tancredo da Galileia torna-se regente de Edessa, com Ricardo de Salerno como governador.
- 25 de Dezembro - Constança de França divorcia-se de Hugo I de Champanhe.

## Mortes
- 28 de Setembro - Pedro I de Aragão, rei de Aragão e Navarra (n.c. 1068).